# Чичагова
Чичагова (енгл. Chichagof Island) је острво САД које припада савезној држави Аљасци. Површина острва износи 5388 ². Према попису из 2000. на острву је живело 1342 становника.